# Волошка (река)
Воло́шка (Воло́жка) — река в Архангельской области, правый приток Онеги. Протекает по территории Каргопольского и Коношского районов.

## Характеристика
Длина — 260 км. Площадь водосборного бассейна — 7100 км². Питание реки снеговое и дождевое. Расход воды — 71,7 м³/с. Ледостав с середины ноября по конец апреля. Пороги.

## Притоки
Левые:
- Югондыш, Соника, Лейбуша, Комжа, Вадьица, Вадья-Вадьинская

Правые:
- Малая Порма, Большая Порма, Большая Шуя, Нименьга, Вандыш, Вохтомица, Коноша, Долгая, Синцибина, Осиновка, Нива

## Населённые пункты
В верховьях реки находятся климовские деревни Вольская, Кеменцево, Малое Заволжье, Большое Заволжье, а также посёлок Волошка.

## Этимология
Название реки относится к числу многочисленных специфических «волоковых» имён, указывающих на места, где когда-то существовали волоки.